# Rudolf Schmidt
Rudolf Schmidt, nemški general, * 12. maj 1886, Berlin, † 7. april 1957.